# Juan Hurtado y Jiménez de la Serna
Juan Hurtado y Jiménez de la Serna (Granada, 22 de agosto de 1875 - Madrid, 27 de septiembre de 1944), fue un historiador literario español y antólogo de la literatura española.

## Biografía
Era doctor en Filosofía y Letras y licenciado en Derecho. A principios del siglo XX opositó, sin éxito, a cátedras de universidad en Valencia, Santiago de Compostela, Salamanca, Madrid, Barcelona, Granada, Sevilla y Oviedo. En diciembre de 1906 se incorporó a la Facultad de Filosofía y Letras de Madrid en calidad de profesor auxiliar de la sección de Letras. Su hoja de servicios certifica 
un «desempeño constante de las cátedras de Paleografía y Latín Vulgar de la Universidad Central» y el «eventual de las cátedras de Lengua y Literatura Españolas, Lengua y Literatura Latinas, y Filología Comparada del Latín y el Castellano». Fue catedrático, por oposición, de Lengua y Literatura Españolas en la Universidad de Sevilla (desde el 15 de diciembre de 1910) y de la de Madrid desde el 1 de abril de 1914. Coincidió con Pedro Salinas, pero no simpatizaron, ya que Hurtado seguía la erudita metodología historicista del Positivismo en sus pedantes, documentadas y precisas lecciones, mientras que Salinas procuraba ante todo actualizar y vitalizar a los clásicos, de forma que este último lo juzgó negativamente en diversas ocasiones por considerar que tenía "menos espíritu que un ladrillo" llamándolo a espaldas suyas "la bestia de Hurtado, el autor de ese manual desdichado" y "semipersona". Tampoco se ganó las simpatías de Francisco Ayala, quien detestaba que hiciera recitar a sus alumnos de pe a pa su manual de literatura y que lo retrató así:
«En cuanto a don Juan Hurtado, Juanito como le llamábamos por burla, era un granadino gordo, desgarbado, miope, mediocre y torpón, que no dominaba la clase y tenía que afrontar las clásicas bromas majaderas de los estudiantes»
Era de ideología tradicionalista y muy cristiana y codirigió con su amigo el arabista Ángel González Palencia (1889-1949) Letras Españolas, Colección de Obras Selectas y Modernas de la Editorial Voluntad (Madrid, 1925-1927), 25 volúmenes de autores del Siglo de Oro. Con González Palencia, que escribió a su muerte una sentida necrológica, elaboró también una monumental Historia de la literatura española de orientación menendezpelayuna y precisa y bien documentada, dirigida a un público universitario y culto, que tuvo seis ediciones, más bien reimpresiones, con escasísimos cambios. Incluye esta obra periodos paganos, cristianos, literatura hispanojudía e hispanoarábiga, y divide la Edad Media castellana en tres periodos: siglos XII y XIII, siglo XIV y siglo XV. Igualmente, con Palencia, tradujo la Historia de la literatura universal de Émile Faguet y Arqueles Vela que incluía a Hitler como uno de sus autores.
Sus obras han pasado a ser de dominio público en 2025 y se encuentran digitalizadas en la Biblioteca Nacional de España y descargables en su página web.

## Obras
- Estudios latinos: Antología graduada y fácil de la traducción latina; ejercicios elementales y trozos selectos de autores clásicos... Cuenca, Imp. del Seminario conciliar, 1930.
- Con Ángel González Palencia, Antología de la literatura española, Madrid (pero impreso en Cuenca): Imprenta del Seminario Conciliar, 1926; 2.ª ed. corregida y aumentada Madrid (aunque impreso en Ávila): SAETA, 1940.
- Con Ángel González Palencia, Historia de la literatura española. Madrid, Tip. de la Revista de Arch., Bibl. y Museos, 1921, 2 vols.; segunda edición 1923; tercera corregida y aumentada Madrid: Editorial Tipografía de Archivos, 1932; cuarta Madrid: Ed. Saeta / Ed. Tradicionalista, 1940, corre. y aumen.; quinta, Madrid: Ed. Saeta, 1943, corregida y aumentada; sexta, Madrid: Saeta, 1949.
- Traducción, con Angel González Palencia, de E. Faguet y A. Vela, Historia de la literatura universal (De Confucio a Hitler) Mexicolee
- Con Ángel González Palencia, Letras españolas. Colección de Obras Selectas de Nuestros Autores Clásicos. Madrid, Bruno del Amo, 1925-1927, 25 vols. 
  - 1. Poesías / San Juan de la Cruz
  - 2. Poesías / Baltasar de Alcázar
  - 3. El esclavo del demonio / Antonio Mira de Amescua
  - 4. Poesías / Luis de Góngora
  - 5. Romances viejos castellanos
  - 6. Poesías / Santa Teresa de Jesús
  - 7. Entremeses / Luis Quiñones de Benavente
  - 8. Poesías / Garcilaso de la Vega
  - 9. Poesías / Luis de León
  - 10. Romances y sonetos / Lope de Vega
  - 11. Miscelánea (selección) / Luis Zapata
  - 12. Coplas y sus glosas / Jorge Manrique
  - 13. Poesías escogidas / Francisco de Quevedo
  - 14. Poesías castellanas / Luis de Camoens
  - 15. Poesías escogidas / José Zorrilla
  - 16-17. Poetas líricos románticos
  - 18. El príncipe Don Carlos / Diego Jiménez de Enciso
  - 19. Historia de la Indias (selección) / Gonzalo Fernández de Oviedo
  - 20. El criticón (pasajes selectos) / Baltasar Gracián
  - 21-22. España romántica / Telesforo de Trueba y Cossío
  - 23. El gran mercado del mundo / Pedro Calderón de la Barca
  - 24. Poesías escogidas / Sinesio Delgado
  - 25. Introducción a la sabiduría / Luis Vives.
- Prólogo a Tomás Viñas de San Luis, Versiones latinas de poesías hispanas Imp. de Publicaciones calasancias, 1927.
- Prólogo a la Antología poética de Rubén Darío realizada por Joaquín de Entrambasaguas. Madrid: G. Hernández y Galo Sáez, 1927.
- Vocabulario latino-español, Madrid, 1945.